# بن هیدگز
بن هیدگز (انگلیسی: Ben Hedges; ۸ ژوئن ۱۹۰۷ – ۳۱ دسامبر ۱۹۶۹) ورزشکار دو و میدانی اهل ایالات متحده آمریکا بود.